# Badinogo 1
Badinogo är en ort i Burkina Faso.   Den ligger i provinsen Province du Bam och regionen Centre-Nord, i den centrala delen av landet, 120 kilometer norr om huvudstaden Ouagadougou. Badinogo ligger 312 meter över havet och antalet invånare är 800. Den ligger vid sjön Lac de Bam.
Terrängen runt Badinogo är platt, och sluttar österut. Närmaste större samhälle är Kongoussi, 11,4 kilometer söder om Badinogo.
Trakten runt Badinogo består i huvudsak av gräsmarker. Runt Badinogo är det ganska tätbefolkat, med 54 invånare per kvadratkilometer.